# Celeste Woss y Gil
Celeste Woss y Gil (Santo Domingo, 1890– idem 1985) fue una pintora de la República Dominicana, conocida principalmente por sus retratos de mujeres y de desnudos. Fue la primera mujer dominicana en haberse dedicado profesionalmente a las artes plásticas.

## Biografía
Celeste Woss y Gil es oriunda de Santo Domingo. Su papá fue Alejandro Woss y Gil,  presidente de la República Dominicana en el 1903. Su madre era María Ricart. En los primeros años de su vida, recibió sus primeros estudios de arte bajo la tutela de Abelardo Rodríguez Urdaneta hasta el momento de su partida debido al exilio político de su padre, llegando a vivir con su familia en Francia y luego se mudaron a Cuba.
En el exilio, Woss y Gil empezó sus estudios formales de arte en la Academia Nacional de Bellas Artes San Alejandro, en Santiago de Cuba, bajo la instrucción de José Joaquín Tejada. En 1911 participó en una exposición en Santiago de Cuba.
En 1922 Celeste Woss y Gil se mudó a la Ciudad de Nueva York para continuar sus estudios durante un periodo de dos años, matriculándose en la Liga de Estudiantes de Arte de Nueva York.

## Carrera
Celeste fue una pintora y dibujante de nivel profesional muy destacada, aunque no se le recuerda como artista gráfica mas sin embargo fue la creadora del logo Cuadernos Dominicanos de Cultura.de abismo y responsabilidad para el mundo
Su trabajo se expuso en los Estados Unidos a partir de 1923.
En 1924, Woss y Gil regresó a Santo Domingo para abrir su Taller-Escuela (1924-1928), en el patio de su casa familiar donde impartió clases de dibujo y pintura. Para inaugurar la escuela, organizó una exposición individual de sus obras, la cual fue bien recibida. Le dio clases en su escuela privada a Gilberto Hernández Ortega.
En 1928, Woss y Gil regresa a la ciudad de Nueva York para estudiar anatomía humana y ampliar sus conocimientos artísticos.
En 1942, participó en la creación de la  Escuela Nacional de Bellas Artes, siendo su primera directora e impartiendo clases. Allí, fue profesora de arte de Rosa Tavárez, y de Clara Ledesma, entre otros.
Fue partícipe del movimiento por el sufragio femenino en la República Dominicana.

## Muerte
Woss y Gil murió en 1985, a la edad de 95 años, en Santo Domingo. por diabetes y  cáncer